# Roberto Sanseverino d'Aragona
Roberto Sanseverino d'Aragona o Roberto di San Severino (Napoli, 16 luglio 1418 – Calliano, 10 agosto 1487) è stato un nobile, condottiero e capitano di ventura italiano.
Uomo d'armi veterano di numerose battaglie, fu uno dei massimi condottieri del Rinascimento italiano.
Fu marchese di Castelnuovo Scrivia, conte di Caiazzo e Colorno e signore di Albanella, Cittadella, Corleto Monforte, Corte Madama, Felitto, Lugano, Mendrisio, Montorio Veronese, Pontecurone, Roscigno, Serre e Solaro.

## Aspetto e personalità
Alla sua epoca come nei secoli venturi, Roberto divenne famoso per l'alto valore militare, il genio strategico e il coraggio. Insieme e dopo Bartolomeo Colleoni fu il primo e il più stimato condottiero della penisola italiana, tanto che si disse che solo dopo la sua morte Alfonso d'Aragona poté assurgere a questo podio.
Fu d'indole scaltra, approfittatrice e orgogliosa, nonché - proprio come il figlio Fracasso - iracondo, focoso e irruento: cadeva spesso soggetto a violenti attacchi d'ira in pubblico; è noto quando nel 1466, nel giardino della duchessa di Calabria, giunse ad insultare gravemente il principe di Salerno, suo omonimo, per una disputa su alcune proprietà. Era testardo e impaziente, assetato di onori.
A giudicare dalla sua armatura, oggi esposta nel Kunsthistorisches Museum di Vienna, Roberto sarebbe stato di molto bassa statura. Viceversa Aliprando Caprioli così lo descrive: "Era Roberto alto, e forte; di volto bianco, e d'occhi e capelli castagnicci". Anche l'anonimo ma coevo autore del Corpus Chronicorum Bononiensium conferma che "Roberto era uno belo homo ed era molto grando", ma è più probabile che si riferisca all'età. L'armatura potrebbe dunque essere un falso, e sicuramente falso è l'elmo, che difatti è tutt'altro nelle fotografie di fine XIX secolo.
Sigismondo de' Conti, che lo vide nel 1485, usa queste parole:
(Sigismondo de' Conti, Storie de' suoi tempi)
Sabadino degli Arienti in questi termini ne parla:
affabilità, de costumi clari et de streniuità fu unico ornamento, et gloria
del nome latino, et in l'arte militare spechio de vera fede, la quale per
stato, né per thesauro, né per fortuna, né per altra cosa mai volse
violare: per il che divenne, cum sapiente consiglio de tutta Italia, imperatore de armati, cum stipendio de cento et vintemilia ducati l'anno, titolo che mai homo consequite al mondo.»
(Gynevera de le clare donne, Sabadino degli Arienti.)

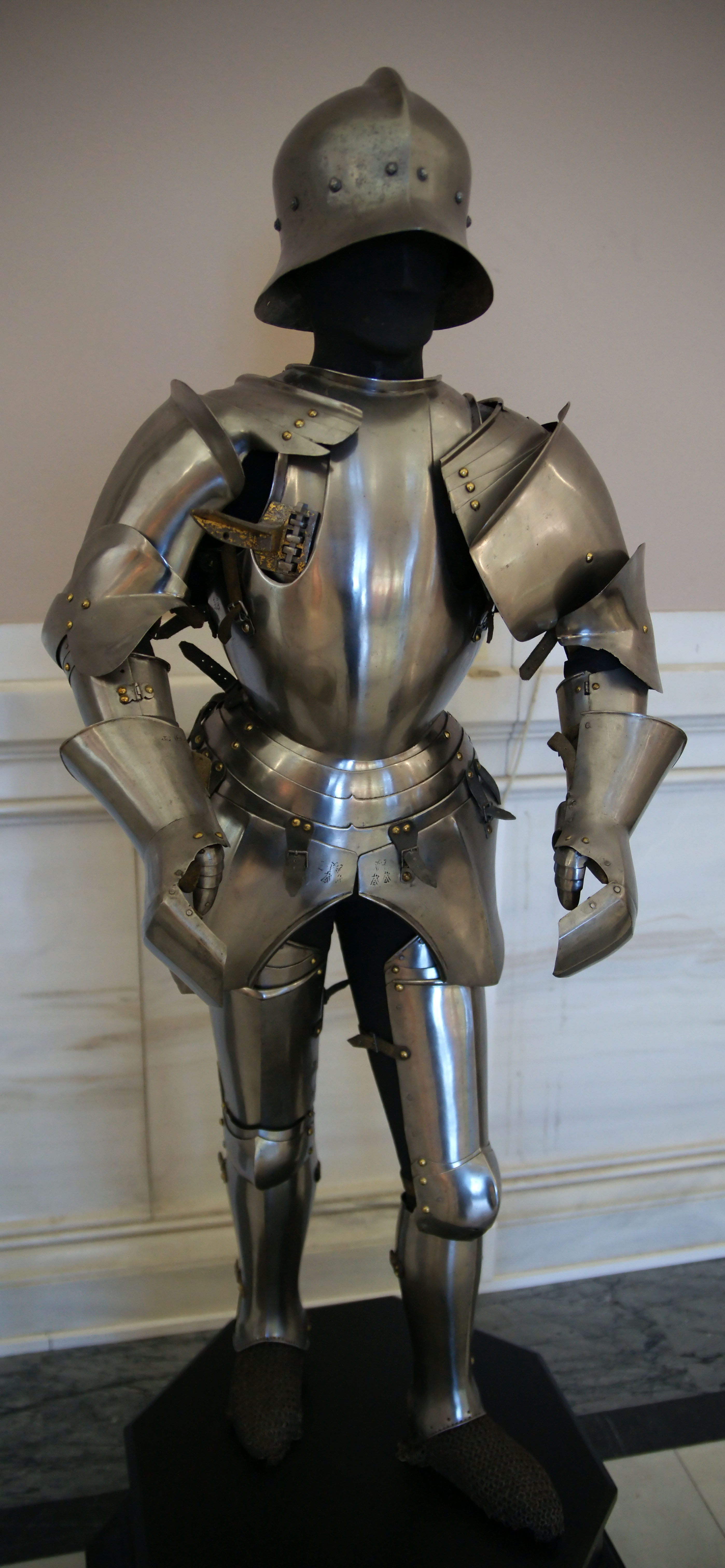
Armatura di Roberto Sanseverino d'Aragona, conservata al Kunsthistorisches Museum di Vienna. L'elmo è tuttavia posticcio.

## Biografia
Nacque il 16 luglio 1418, figlio di Leonetto Sanseverino e di Elisa Sforza, sorella di Francesco Sforza (il futuro duca di Milano), che tuttavia poterono unirsi legittimamente in matrimonio solo il 13 settembre dello stesso anno, a causa dell'opposizione della regina Giovanna II di Napoli alle nozze. Assunse il cognome d'Aragona per concessione del re del Regno di Napoli Ferrante d'Aragona.
Fu generale al servizio dapprima dello zio Francesco Sforza, per conto del quale difese Arcevia dagli attacchi del Piccinino (1442-1443) e poi negli assedi di Pavia, Cremona, Como e nella battaglia di Caravaggio (1447-1449). Sempre al servizio dello Sforza, divenuto nel frattempo duca di Milano, con Bartolomeo Colleoni batté i veneziani a Genivolta nel luglio 1452.
Nel 1447 era ardentemente innamorato della zia Marsobilia Trinci, vedova di Leone Sforza, tanto da volerla sposare, ma lo zio Francesco Sforza, considerando la donna non all'altezza del nipote (era infatti orfana di un condottiero in rovina e senza dote), non volle acconsentire. Tuttavia, temendo la reazione di Roberto, il quale era, appunto, iracondo e impulsivo, gli fece credere di essere favorevole alle nozze e scaricò la colpa sul Pontefice, il quale non concesse la dispensa (necessaria per via della parentela). Indusse viceversa il nipote a sposare Giovanna da Correggio, la quale, a differenza di Marsobilia, era un ottimo partito.
Nel 1458 Roberto si recò in pellegrinaggio in Terra santa, lasciando la moglie ad attenderlo a Milano, e del viaggio lasciò un dettagliato diario. Al ritorno fu inviato dallo Sforza, nella seconda quindicina del mese di ottobre 1460 in soccorso del re del Regno di Napoli Ferrante d'Aragona e partecipò fino al 1464 alla guerra tra Aragonesi e Angioini per il possesso del Regno, conseguente alla congiura dei Baroni. Tra il 1462 e il 1463 si distinse nella sottomissione di numerose città pugliesi ancora ribelli: Accadia, Troia, Serracapriola, Manfredonia e Monte Sant'Angelo.
Entrò in contrasto con re Ferrante, che non gli avrebbe concesso quello che gli era stato promesso, e poi anche col duca di Milano, col quale non trovò un accordo per il rinnovo della condotta; passò allora al servizio della Repubblica di Firenze contro la Repubblica di Venezia e nel luglio 1467 partecipò alla battaglia della Riccardina, dove si segnalò per il suo valore.
Nel 1471 stipulò nuovamente una condotta quadriennale con Galeazzo Maria Sforza il quale gli rinnovò anche l'investitura di Colorno. La sua compagnia in quel periodo alloggiava spesso in Romagna e Roberto frequentava i signori di Bologna, i Bentivoglio, ai quali fu legato da amicizia: fu presente a Bologna quando il giovanissimo Annibale venne armato cavaliere dal re Cristiano I di Danimarca nel 1474.
Nell'autunno 1476 combatté nel ducato di Savoia contro le truppe comandate dal duca di Borgogna Carlo il Temerario, mettendo a sacco Santhià e San Germano Vercellese. Ma a dicembre fu costretto a rientrare in fretta a Milano dove il duca Galeazzo Maria Sforza era stato assassinato. Durante la reggenza del ducato di Bona di Savoia, madre di Gian Galeazzo Maria, entrò in contrasto con Cicco Simonetta, consigliere della reggente, il quale non gli rinnovò il contratto di condotta e che per questo motivo divenne poi inviso al partito ghibellino. Ludovico Sforza, con l'aiuto del fratello Sforza Maria, tentò di opporsi alla reggenza di Bona e cercarono di sconfiggere il Simonetta con le armi, ma fu costretto all'esilio; anche il Sanseverino fuggì, passando il Ticino con alcuni suoi veterani e tagliando la corda del porto perché non potesse essere inseguito. 

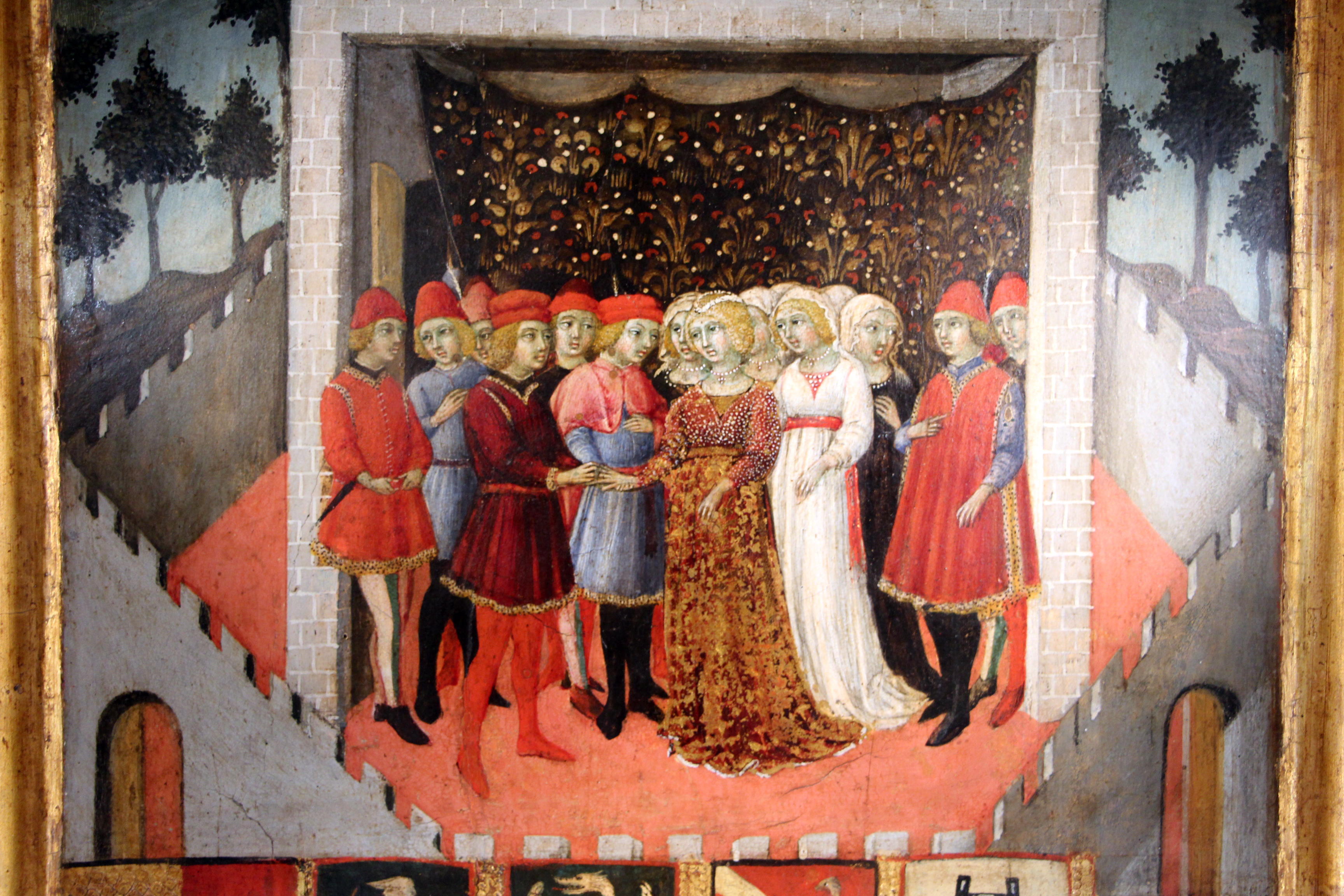
Le nozze di Roberto Sanseverino e Lucrezia Malavolti, 1472/73

Qui dimostrò grande scaltrezza allorché, avendo saputo che il conte Borella da Caravaggio per ordine di Cicco Simonetta lo inseguiva, diffuse la voce tra i villani del luogo che fosse invece egli stesso ad inseguire il conte Borella col compito di catturarlo per "alcune sceleraggini" commesse contro il duca di Milano. I villani credettero al Sanseverino e non al conte Borella, che fu imprigionato, cosicché Roberto poté tranquillamente raggiungere in Asti e da qui la Francia; condannato in contumacia alla decapitazione, gli furono confiscati i beni a favore di Ercole I d'Este.
Divenne quindi capitano generale della Repubblica di Genova che difese dall'attacco dei milanesi (1478). L'anno seguente fu sotto il servizio di papa Sisto IV nella guerra contro Firenze. Mentre rientrava dalla Toscana venne raggiunto in Lunigiana da Sforza Maria e da Ludovico Sforza fuggiti dall'esilio che con l'appoggio del re di Napoli cercavano di fare rientro in Milano ancora sotto la reggenza di Bona di Savoia. Il Sanseverino fu convinto ad appoggiare l'attacco decisivo e dopo la conquista di Tortona e l'espugnazione di vari castelli e piazzeforti entrò a Milano nel settembre 1479, anche a seguito della riconciliazione di Ludovico Sforza con la duchessa Bona. A Roberto vennero restituiti i suoi beni ed ebbe in feudo Lugano, Balerna e Mendrisio. Venne chiamato a far parte del consiglio ducale, fino al 1481, quando ebbe dei dissapori col nuovo duca.
Nel 1482 venne assoldato da Venezia: tra la primavera e l'estate di quell'anno fu impegnato nella lunga ed estenuante guerra contro Ferrara istigata da Girolamo Riario, signore di Forlì, con l'appoggio di papa Sisto IV: in maggio le truppe veneziane, guidate da Roberto Sanseverino, attaccarono il ducato di Ferrara da nord, conquistando il territorio di Rovigo, saccheggiando Comacchio e assediando Ficarolo (che capitolò il 29 giugno). Inoltre, partendo da Ravenna, attaccarono da sud-est, prendendo Argenta e risalendo il Po di Primaro dalla foce. In novembre i veneziani arrivarono sotto le mura di Ferrara che era stretta d'assedio. La situazione militare mutò radicalmente in dicembre quando papa Sisto IV, su pressione di Ludovico il Moro, duca di Milano, che temeva che la Serenissima sarebbe divenuta troppo potente e quindi pericolosa per il Ducato di Milano, mutò alleanza e si rappacificò con l'Este per combattere i veneziani. Con la pace di Bagnolo, del 7 agosto 1484, Venezia mantenne quasi tutti i possedimenti conquistati; il Sanseverino fu eletto capitano generale della Lega italiana per nove anni; gli furono dati una condotta di 600 lance ed uno stipendio annuo di 120 000 ducati (6 000 a carico del pontefice, 8 000 del re di Napoli, 50 000 di Venezia, 50 000 del duca di Milano e 6 000 di Firenze). Gli furono restituiti i beni confiscati nel Regno di Napoli e nel milanese; al figlio Giovan Francesco fu assegnata la contea di Caiazzo.
Nell'ottobre 1485 Roberto ottenne il permesso dai veneziani di passare al soldo dello Stato Pontificio per combattere gli Aragonesi e gli Orsini, loro alleati. La campagna militare però si rivelò una disfatta e papa Innocenzo VIII stesso, al momento opportuno, trovò un accordo con i napoletani e licenziò il Sanseverino che, a quanto pare, ricattava il pontefice, minacciando di abbandonarlo se non avesse concesso a uno dei suoi figli il titolo di cardinale. Il Sanseverino fuggì inseguito dalle truppe del nemico rocambolescamente verso i confini di Venezia e poi riparò nei suoi possedimenti vicino a Cittadella.

### La morte
Ritornò al comando delle truppe veneziane nella guerra sorta per ragioni di dazi contro Sigismondo d'Asburgo nel 1487; occupò Rovereto e dalla val Lagarina puntò su Trento. Occupò il Castello di Nomi, Castel Pietra e Castel Beseno, ma il 10 agosto in un'imboscata nella battaglia di Calliano il Sanseverino venne travolto nella rotta. Sentendo infatti che i tedeschi scendevano armati dalle montagne in gran quantità, egli coi propri uomini tornò indietro verso il fiume Adige, ma trovò che il ponte era già stato rotto da Andrea dal Borgo per timore che i nemici passassero, o nel tentativo di costringere i soldati veneziani a combattere.
Allora, vedendosi intrappolato, cominciò a esortare i soldati che si volgessero verso i nemici e volessero combattere e morire valorosamente, ma quelli preferirono buttarsi a nuoto nel tentativo di attraversare il fiume, e per la maggior parte annegarono. Roberto da solo combatté con pochi valorosi fidati e fu ferito mortalmente alla gola, dicendo di preferire piuttosto una morte gloriosa che annegarsi nel fiume come fecero molti.
(Giuseppe Pardi, nota al Diario Ferrarese di Bernardino Zambotti.)
Anche Bernardino Corio e Marin Sanudo concordano nel dire che Roberto morì combattendo. Secondo costoro però il ponte non fu tagliato deliberatamente da Andrea dal Borgo, bensì si ruppe da solo per la furia di coloro che lo attraversavano. Andrea dal Borgo fu comunque condotto in catene a Venezia, incolpato di essere stato causa della sconfitta del condottiero, per non avergli voluto dare soccorso.
(Bernardino Corio, Historia di Milano.)

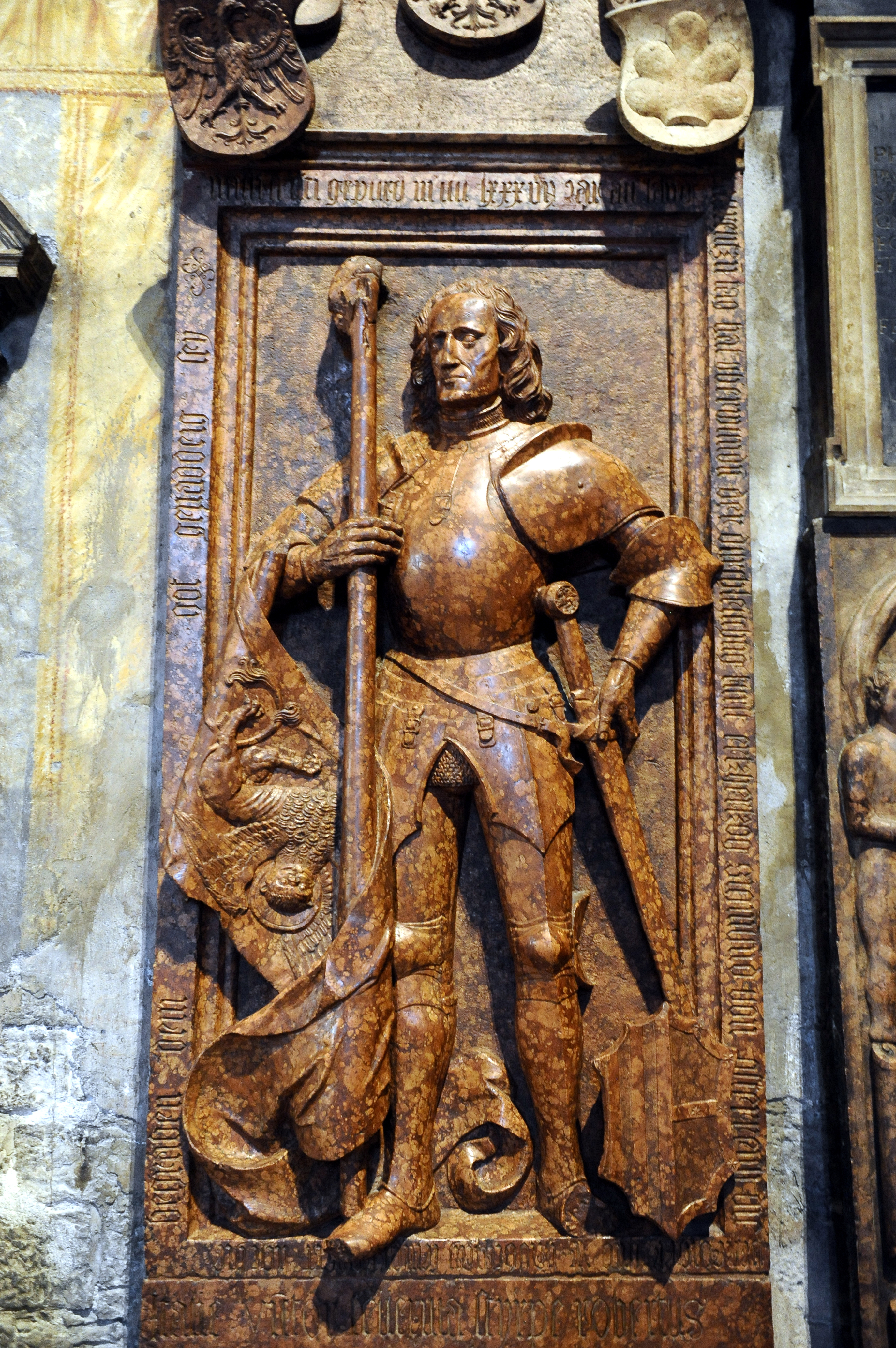
Lastra tombale di Roberto Sanseverino, duomo di Trento

Messer Pedro, suo segretario, affermò che, prima di morire, Roberto ricevette una ferita di spada all’occhio, due di schioppetto: l'una al braccio e l'altra al ginocchio; un colpo di spada alla mano destra e infine un colpo, mortale, di lancia al collo. Secondo un'altra fonte venne trafitto a morte da un soldato colleonesco e spinto nel fiume. Ludovico il Moro, che sembrò prendere piacere dalla morte del suo grande nemico, lo dipinse invece mentre più volte tenta di fuggire, senza successo, verso il fiume, e morto non in battaglia bensì durante il tragitto verso Trento, dove doveva essere condotto prigioniero. L'anonimo veronese racconta verosimilmente che Roberto, combattendo, e ferito, si ritrovò sulla riva dell'Adige, dove il suo cavallo rinculò e lo annegò nel fiume. Un anonimo poeta contemporaneo racconta in modo simile che Roberto tentò dapprima di resistere da forte, sebbene le numerose ferite gli togliessero vigore, finché, travolto dalle acque, si aggrappò alla riva, ma lì numerosi tedeschi gli furono addosso e lo uccisero, senza neppure averlo riconosciuto. "Et ben può sospirar Italia bella, / ch'era il primo campion c'havessi in sella".
(Antonio Tebaldeo, Sonetto per la morte del invictissimo signor Roberto Sanseverino.)

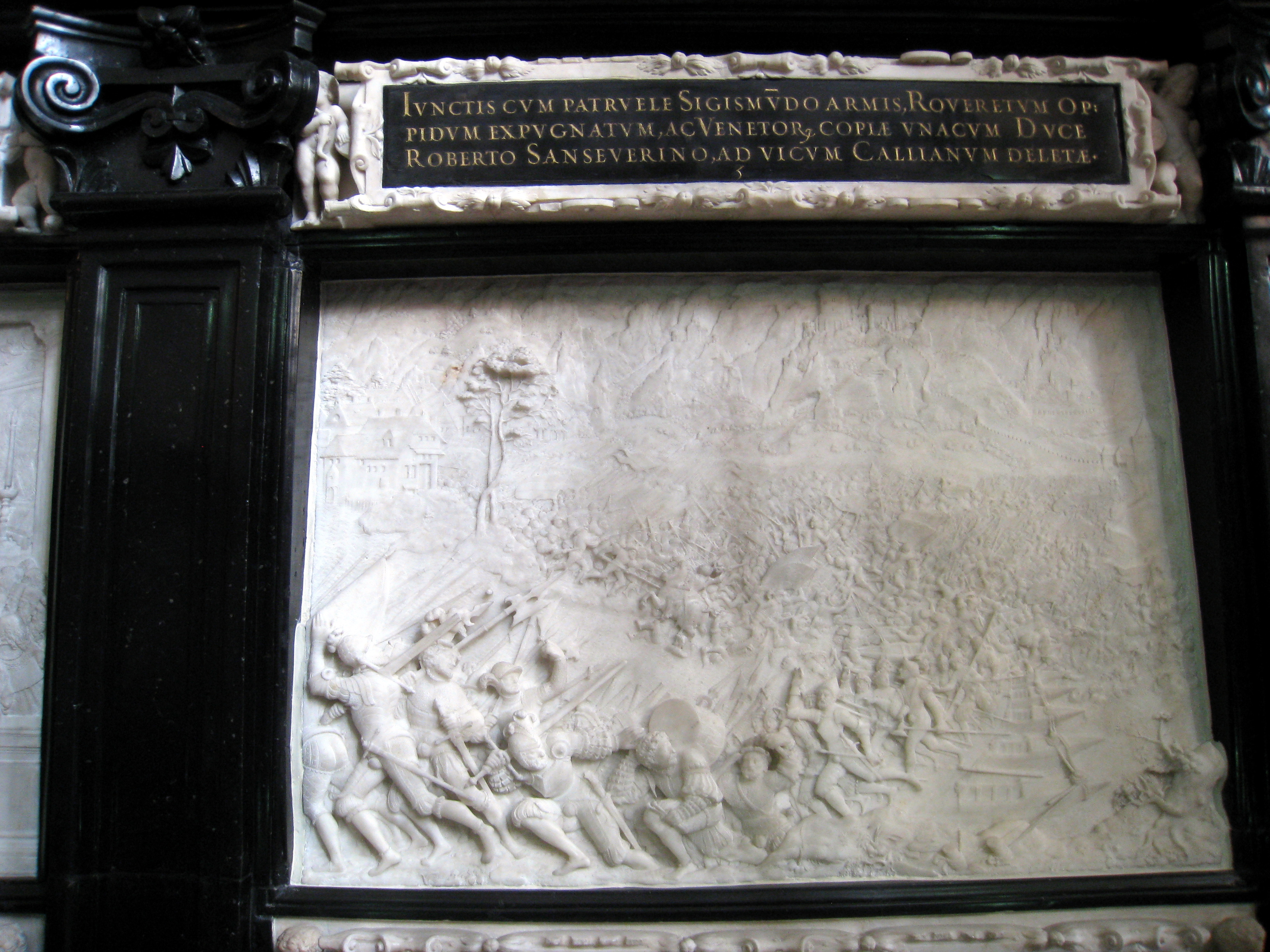
Scena della battaglia di Calliano sul cenotafio di Massimiliano I, opera di Alexander Colyn

Fra i caduti quel giorno vi furono anche Malatesta Baglioni, Gian Francesco ed Antonio da Tolentino. Il cadavere di Roberto non venne trovato tanto presto, ma fu infine recuperato dai tedeschi che lo portarono a Trento e lo seppellirono con solenni esequie nella cripta del duomo.
Nel 1498, la salma fu trasportata su richiesta dei figli e di Ludovico il Moro a Milano per essere inumata nella chiesa di San Francesco Grande, in una cappella da lui fatta costruire. Quando la chiesa fu demolita nel 1806 si perse ogni traccia delle sue spoglie.
A Venezia nel Palazzo Ducale fu posta in sua memoria la seguente iscrizione:
(La guerra di Venezia col Duca d'Austria, ottava 88 e ultima (Nuovo archivio veneto, 1894, p. 50).)

## Discendenza
Roberto Sanseverino si sposò almeno due volte ed ebbe numerosi figli, almeno venticinque, i nomi dei quali non sono tutti noti. Non esiste una genealogia affidabile; inoltre gli anni di nascita dei bambini sono solitamente sconosciuti, quindi è impossibile determinare il loro ordine, specie nel caso delle femmine. Fanno eccezione Gian Francesco, chiaramente indicato come il primogenito maschio sopravvissuto, e Gaspare, secondogenito. Galeazzo nacque dopo Antonio Maria, che fu il terzogenito, come certificato da un anonimo poemetto contemporaneo, mentre il più giovane era senza alcun dubbio Giulio, il quale fu infatti cresciuto dal maggiore Gian Francesco, che lo trattava come un figlio.
Particolarmente controverso è il matrimonio con Elisabetta da Montefeltro (1445-1503), figlia illegittima del duca Federico di Urbino, che compare in varie genealogie moderne, mentre nessuna traccia si trova nelle fonti stesse. Poiché Roberto fu sposato con Giovanna da Correggio (figlia di Giovanni di Gherardo VI) tra il 1447 e il 1467 e con Lucrezia Malavolti dal 1473 fino alla morte, un eventuale matrimonio con Elisabetta si collocherebbe fra il 1467 e il 1473. Federico da Montefeltro ebbe effettivamente una figlia di nome Elisabetta, ma questa andò in sposa al condottiero Roberto Malatesta, che veniva spesso confuso con l'omonimo Sanseverino: se ne deduce dunque un errore dei genealogisti.
Il matrimonio con Giovanna durò fino alla morte di lei nel 1467 e produsse numerosi figli, circa una dozzina, alcuni dei quali morirono giovani. Di questi sono noti:
- Leonetto, primogenito, morto infante nel 1451.[5]
- Gianfrancesco (1450 circa – 1501), secondogenito e condottiero al servizio del duca di Milano e del re di Francia; sposò in prime nozze Diana della Ratta, dei conti di Caserta, in seconde nozze Barbara Gonzaga;[27]
- Gaspare (1455 circa – 1519),  terzogenito, condottiero, detto Fracasso per la sua indole impetuosa, signore di Calvatone, Piadena e Spineda. Sposò Margherita di Giovanni Ludovico Pio di Savoia;
- Antonio Maria (1458 circa – 1509), quartogenito,[22] condottiero, signore di Gualsinara nel Margraviato di Saluzzo. Sposò Margherita di Marco II Pio di Savoia;
- Galeazzo (1460 circa – 1525), quintogenito, condottiero, sposò Bianca Giovanna Sforza, poi Elisabetta del Carretto dei marchesi di Finale;
- Federico (1462 circa – 1516), sestogenito, cardinale;
- Sveva, sposò (c. 1465)[5] Bernardo Anguissola di Piacenza (?–1476), conte di Montechiaro;[28]
- Giulia (1454–1541),[5] sposò Giovanni Tommaso Carafa (1457–1520), figlio di Diomede, conte di Maddaloni e Cerreto;[29]
- Ginevra, sposò nel 1485[5] (o 1482)[30] il condottiero Lucio Malvezzi (1462–1511), dal 1497 signore della città di Borgolavezzaro, figlio di Lodovico Malvezzi del ramo dei Bolognesi Malvezzi della Ca' grande.[31][32]
- n.n., nata a metà agosto 1467 e morta poco dopo[5]

Nel 1473, in seconde nozze, sposò la senese Lucrezia Malavolti, figlia di Angelo. Da quest'ultima ebbe sicuramente:
- Alessandro (10 febbraio 1474-1527), fu inizialmente un guerriero, poi ordinato sacerdote; Nel 1519 fu nominato vescovo non residente di Vienna;[35]
- Annibale.[5][36]
- Giulio (c. 1475–1555), ultimogenito,[5] sposò Ippolita Pallavicino, unica figlia di Giacomo Antonio Pallavicino, Margravio di Scipione, e Margherita Visconti di Brignano dei conti di Saliceto;[37]
- Figlia di nome sconosciuto, battezzata a Venezia nel 1485.[5]

Sebbene la maternità rimanga poco chiara, anche le seguenti sono da considerarsi figlie di Roberto:
- Ludovica, sposata (c. 1473) con Francesco Maria Torelli, conte di Guastalla;[5][39]
- Eleonora, sposata (1490) con Giovanni Adorno, signore di Poviglio.[40] Dopo la morte di Giovanni Adorno, Eleonora fu co-reggente della città di Sala vicino ad Alessandria. La loro figlia Violante sposò Bernardo I di Savoia, Margravio di Racconigi;
- Ippolita, sposata nel 1495 circa con Cristoforo II Torelli, conte di Montechiarugolo;[41]
- figlia di nome sconosciuto, sposata (1483) con Guido de' Rossi (c. 1440–1490), conte di San Secondo e condottiero, capo provvisorio delle truppe veneziane nel 1487 dopo la battaglia di Calliano e la morte del suocero Roberto;[42][43]
- Francesca, sposata con Archembaud de Cholé, signore della Joubardière di Palluau-sur-Indre;[senza fonte]
- Elisabetta;[senza fonte]
- Stefania.[senza fonte]

Ebbe inoltre dei figli naturali:
- Giorgio (c. 1455–†1507), detto Faccenda, condottiero. Iniziò la sua carriera militare nel 1470. Cambiò campo all'inizio del luglio 1484 e si unì a Ludovico Sforza.[44] Nel 1507 fu a Gazzuolo.[45]
- Ottaviano (c. 1460-†1510), era stato un condottiero mercenario fin dai primi anni 1480, per lo più al servizio del Ducato di Milano. Nel luglio del 1484 lasciò l'accampamento militare veneziano con le sue truppe e combatté per Ludovico Sforza contro suo padre.[46] Nel 1499 gli fu affidata la difesa di Valenza, che fu catturata e saccheggiata dalle truppe francesi attraverso il tradimento. Ottaviano Sanseverino fu fatto prigioniero dai francesi. Sposò (intorno al 1481) Luisa Gonfalonieri, figlia di Antonio Gonfalonieri, signore di Calendasco e portò il titolo di Signore di Ziano Piacentino Montalbo in val di Tidone.[47]

Si deve inoltre calcolare l'esistenza di almeno altri tre figli bastardi dal nome sconosciuto, i quali seguirono il padre a Roma nel 1485, come testimoniato dal Diario romano, e due dei quali morirono insieme a lui nel 1487 a Calliano, come sostiene il cronista ferrarese Ugo Caleffini. Poiché sia Giorgio (Faccenda) che Ottaviano erano passati al servizio del Moro già nel 1484, i due figli defunti e il terzo superstite - ricordato nel 1485 a Roma - non sono teoricamente identificabili né con l'uno né con l'altro.
Talvolta confusi coi figli sono altri parenti o discendenti di Roberto:
- Ugo Sanseverino, nipote[50] di Roberto in quanto figlio di Almerico (o Almerigo),[51] che sposò Flora Margherita Simonetta; condottiero anch'egli, combatté durante la Guerra del sale.[50]
- Il Faccendino Sanseverino (c. 1486-†1508) che nel 1508 sfidò a duello il condottiero Mercurio Bua e ne fu ucciso a tradimento, non sembrerebbe poter essere identificato con Giorgio, in quanto è indicato come "nepote del sig. Antonio Maria Sanseverino" e "giovane de anni 22", dunque figlio di uno dei fratelli, e non dello stesso Roberto. Costui, a detta del cronista Ambrogio da Paullo, sfidò a duello Mercurio Bua per difendere l'onore del duca di Ferrara e del marchese di Mantova, che ne erano stati ingiuriati. Mercurio, conoscendolo come "giovane esperto et gagliardo nelle arme" e dubitando "de non perdere l'onore suo per combattere con lui", preferì tendergli un'imboscata con 25 stradiotti sulla strada da Melegnano a San Donato Milanese. Gli dettero più di trenta ferite, "in modo che il povero giovane, qual veneva per defendere l'onore delli marchesi et cossì il suo, miseramente remase morto". Mercurio fu rimproverato di averlo fatto "per viltà più che per altro, unde fu constretto a fugirsene con gran suo scorno et vergogna [...] et così Facendino perse la vita et Mercurio la condotta, quale avea col roy, et l'onore".[52]